# 못말리는 푸치니
못말리는 푸치니는 DHX 미디어에서 제작한 TV 애니메이션 시리즈이다. 2000년 2월 1일부터 2003년 3월 1일까지 신디케이션에서 총 26화로 방영되었다.
대한민국에서는 2002년 11월 25일부터 2003년 8월 28일까지 MBC에서 방영되었다.

## 등장인물
- 푸치니
- 왈터 화이트
- 가베이
- 로크자우
- 빌리 화이트
- 번크
- 누클리헤드
- 스누브노우즈
- 디르트
- 웬디 화이트